# La Fortune (film)
Pour les articles homonymes, voir La Fortune.

La Fortune est un film français réalisé par Jean Hémard et sorti en 1931.

## Fiche technique
- Réalisation : Jean Hémard
- Scénario : d'après la pièce Que le monde est petit! de Tristan  Bernard[1].
- Photographie : René Gaveau, Jean Petit, Georges Volnot
- Musique : Pierre Alberty, Marguerite Monnot, Georges Sellers
- Durée : 102 minutes
- Date de sortie:
  - France 1931

## Distribution
- Jane Marny : Bérangère
- Alice Tissot : Mlle de Tavères
- Simone Deguyse : L'artiste de cinéma
- Claude Dauphin : Joannis
- Daniel Lecourtois : Badoureau / Studel
- Raymond Rognoni : M. Martelet
- Henri Poupon : Saturnin
- Nitta-Jo, dans son propre rôle sur scène (chanteuse)
- Armand Guy